# Passa (Pireneje Wschodnie)
Passa – miejscowość i gmina we Francji, w regionie Oksytania, w departamencie Pireneje Wschodnie.
Według danych na rok 1990 gminę zamieszkiwało 487 osób, a gęstość zaludnienia wynosiła 36 osób/km² (wśród 1545 gmin Langwedocji-Roussillon Passa plasuje się na 522. miejscu pod względem liczby ludności, natomiast pod względem powierzchni na miejscu 585.). 

## Zabytki
Zabytki na terenie gminy posiadające status monument historique:
- klasztor Del Camp (Monastir del Camp)

## Populacja

Populacja Passa w latach 1962–2008